# Robert Siatka
Robert Siatka (født 20. juni 1934 i Le Martinet, Frankrig) er en tidligere fransk fodboldspiller og -træner, der spillede som forsvarer. Han var på klubplan tilknyttet Stade Reims og FC Nantes, og spillede desuden en kamp for det franske landshold. Han var med på det franske hold til EM i 1960.